# 熱帶風暴百合 (2019年)
熱帶風暴百合（英語：Tropical Storm Nari，國際編號：1906，聯合颱風警報中心：WP072019），為2019年太平洋颱風季第6個被命名的熱帶氣旋。「百合」（韓語：나리）一名由韓國提供，是百合花，一種球莖類植物，長有大的白色或彩色花瓣，是韓國夏天常見的花卉。

## 氣象歷史
7月23日下午，一個熱帶擾動在日本南方海域形成，美國海軍研究實驗室給予擾動編號91W。不久後，聯合颱風警報中心將該系統評級為「低」，並於24日上午10時提升評級為「中」。
7月24日上午5時，日本氣象廳將其升格為熱帶低氣壓。上午8時，日本氣象廳對其發布烈風警報，台灣中央氣象局將其升格為熱帶性低氣壓，給予編號11。上午11時，香港天文台將其升格為熱帶低氣壓。下午，聯合颱風警報中心將評級升為「高」，並發佈熱帶氣旋形成警報。
7月25日上午10時，聯合颱風警報中心將其升格為熱帶低氣壓，給予熱帶氣旋編號07W，晚上9時，聯合颱風警報中心將該系統升為熱帶風暴。
7月26日上午8時，香港天文台將其升格為熱帶風暴。上午9時，日本氣象廳將其升格為熱帶風暴，給予國際編號1906，並命名為「百合」。 香港天文台在7月27日凌晨2時將百合降為熱帶低氣壓，更在下午2時將其降格為低壓區。上午6時，百合在日本三重縣南部登陸。下午3時，日本氣象廳降格為熱帶低氣壓。7月28日早上百合完全消散。

## 外部連結
| 太平洋颱風季             |
| 主題頁 - 專題 - 編輯指南 |

- （日語）日本氣象廳首頁 （页面存档备份，存于）
- （英文）美國聯合颱風警報中心首頁 （页面存档备份，存于）
- （简体中文）中國國家氣象中心首頁
- （繁體中文）臺灣中央氣象局首頁 （页面存档备份，存于）
- （繁體中文）香港天文台首頁 （页面存档备份，存于）
- （繁體中文）澳門地球物理暨氣象局首頁 （页面存档备份，存于）
- （英文）菲律賓大氣地球物理和天文管理局首頁 （页面存档备份，存于）